# Devonshire Parish

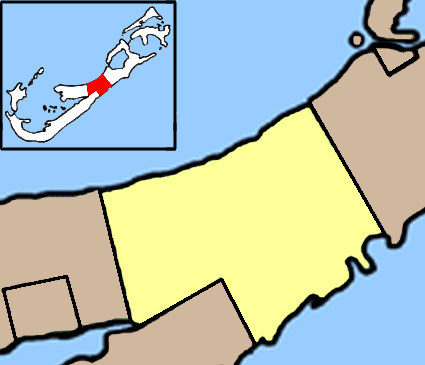
Lage des Devonshire Parish innerhalb der Bermudas

Devonshire Parish bezeichnet ein knapp 5 km² großes Verwaltungsgebiet von Bermuda mit 7087 Einwohnern (2016).
Der in deutschsprachigen Staaten mit einem Landkreis vergleichbare Parish liegt im Zentrum der bermudischen Hauptinsel Grand Bermuda. Er grenzt an Pembroke Parish im Westen, an Paget Parish im Südwesten und an Smith’s Parish im Osten.
Das Verwaltungsgebiet ist nach dem englischen Staatsmann William Cavendish, 1. Earl of Devonshire (1552–1626) benannt.
Im Devonshire Parish liegt das größte Sportstadion der Bermudas, das Bermuda National Stadium.